# Пристань (Хорольский район)
Пристань (укр. Пристань) — село,
Староаврамовский сельский совет,
Хорольский район,
Полтавская область,
Украина.
Код КОАТУУ — 5324885407. Население по переписи 2001 года составляло 154 человека.

## Географическое положение
Село Пристань находится на правом берегу реки Хорол,
выше по течению на расстоянии в 2 км расположено село Бутовцы,
ниже по течению на расстоянии в 3 км расположено село Вишняки,
на противоположном берегу — село Поповка.
На расстоянии в 2,5 км расположен город Хорол.
Река в этом месте извилистая, образует лиманы, старицы и заболоченные озёра.
Рядом проходит автомобильная дорога М-03.

## История
после 1945 присоеденено Петрашево(Петрашева)